# Harmonie St. Caecilia Nieuwenhagen
Harmonie St. Caecilia Nieuwenhagen is een Nederlands harmonieorkest uit Nieuwenhagen in de gemeente Landgraaf. Het orkest is in 1890 opgericht.

## Geschiedenis
Harmonie St. Caecilia Nieuwenhagen was eerst opgericht als fanfare. Op 15 juli 1890 kwam men voor het eerst bijeen. Afgesproken werd dat de fanfare uit niet meer dan twaalf leden zou bestaan. Later werd dit besluit ingetrokken.
In 1891 trad de vereniging voor het eerst op. Nadat er in 1893 een vechtpartij tussen de muziekvereniging van Nieuwenhagen en Nieuwenhagerheide was ontstaan besloot de toenmalige burgemeester om de fanfare st. Caecilia Nieuwenhagen en fanfare Eendracht Nieuwenhagerheide te fuseren tot een vereniging namelijk: fanfare Eendracht - St. Caecilia Nieuwenhagen. In 1919 zijn beide verenigingen weer hun eigen pad ingeslagen. In 1956 besloot de fanfare Harmonie te worden.

Anno 2022 bestaat de harmonie uit het grote harmonieorkest (zo'n 45 muzikanten), een ere-bestuur, een jeugdopleiding, en de eigen carnavalsvereniging CV. De Hootkuulle 

## Dirigenten
- 1930 - 1950: dhr. J. L’Ortye
- 1950 - 1959: dhr. Alex Siebert
- 1959 - 1966: dhr. Benders
- 1966 - 1977: Dhr. J. Boon
- 1977 - 1979: dhr. Anton Gelissen
- 1979 - 1983: verschillende dirigenten
- 1983 - ????: dhr. Hub Crüts
- ???? - 1994: dhr. Jan Kitzen
- 1994 - 1999: dhr. Hub Crüts
- 1999 - 2011: dhr. Paul Oligschläger
- 2011 - 2013: dhr. Leon Simons
- 2014 - 2018: dhr. Jos Zegers
- 2018 - 2023: dhr. Samuel Aguirre

## Jubileum
In 1990 vierde de harmonie haar honderd jarig bestaan. In 2015 vierde de Harmonie haar 125 - jarig bestaan, dit werd gevierd met nieuwe uniformen, een straatparade en taptoe en Nieuwenhagen musiceert (georganiseerd met ook de jubilerende zustervereniging Fanfare Nieuwenhagerheide), een Promsconcert met huldiging van de jubilarissen en een rondgang.

## Hoogtepunten
- 1954 - Concours Thorn
- 1966 - bondsconcours Heeswijk
- 1969 - concours Dieteren
- 1973 - concours Ittervoort
- 1978 - Bondsconcours Leiden
- 1988 - Bondsconcours
- 1994 - Bondsconcours
- 2003 - Maaspoort
- 2006 - bondsconcours Veldhoven
- 2015 - Promsconcert
- 2017 - WMC
- 2019 - Theaterconcert = het geluk van Limburg